# 샬부르크 부대
샬부르크 부대(독일어: Schalburgkorps)는 독일 무장친위대의 덴마크인 부대 중 하나이다. 1942년 데먄스크 포위전에서 전사한 덴마크 자유군단의 사령관인 크리스티안 프레데리크 폰 샬부르크(Christian Frederik von Schalburg)를 기념하기 위해 명명되었다.
1943년 2월 2일에 창설되었으며 제2차 세계 대전 의 동부 전선 에 참전한 덴마크인 용병으로 구성되었다. 1943년 여름에는 쇠렌 캄(Søren Kam)이 사령관을 맡았고 1944년 7월에는 무장친위대에 편입되면서 무장친위대 샬부르크 훈련 대대로 개편되었다. 1945년 1월에는 무장친위대 셸란 방위 부대로 개편되었으며 1945년 2월 28일 을 기해 소멸되었다.

## 사진

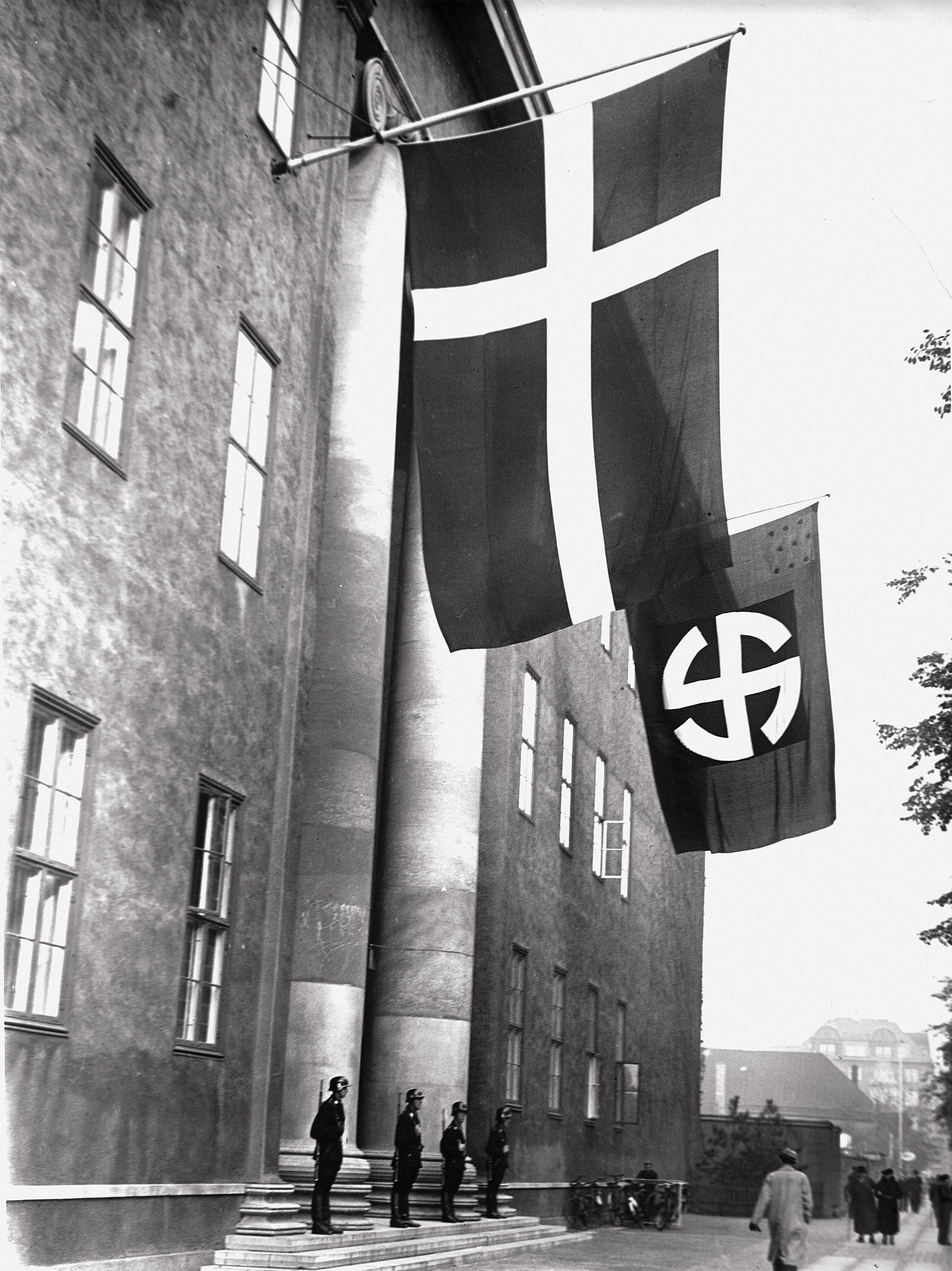
덴마크 코펜하겐에 설립된 샬부르크 부대 본부